# خوسيه لوكلير
خوسيه لوكلير هو لاعب محترف لكرة القاعدة ‏ دومينيكاني، ولد في 19 ديسمبر 1993 في Esperanza, Dominican Republic ‏ في جمهورية الدومينيكان.

## وصلات خارجية
- خوسيه لوكلير على موقع دوري كرة القاعدة الرئيسي (الإنجليزية)
- خوسيه لوكلير على موقعبيزبول رفرنس.كوم (الدوري الرئيسي) (الإنجليزية)
- خوسيه لوكلير على موقعبيزبول رفرنس.كوم (الدوري الثانوي) (الإنجليزية)
- خوسيه لوكلير على موقع إي إس بي إن.كوم (أم.أل.بي) (الإنجليزية)
- خوسيه لوكلير على موقع مشجعي الرسوم البيانية (الإنجليزية)